# أحمد الوصلي السمرقندي
السيد أحمد الوَصلي السَمَرْقَنْدي القُوشحُوضي لُقِب بمُلّا (1869 - 29 أكتوبر 1925) فقيه ومدرس وأديب طاجيك - تركستاني.

## حياته
ولد عام 1869 في حي حوض بمدينة سمرقند (أوبلاست سمرقند بتركستان الروسية؛ أوزبكستان حاليا) في عائلة‌ شريفة ودرس تعليمه الابتدائي في المدرسة القديمة بالقرب من مسجد گُذَر أو قوش حوض في نفس الحي، ثم واصل التعليم العالي الديني في مدارس سمرقند و بخارى و طشقند. عاد إلى مسقط رأسه بعد التخرج وتدرس حتى نهاية حياته في مدارس شاه زنده، عارف جان باي وقوش حوض. نظم الشعر باللغتين الأوزبكية والفارسية (الطاجيكية) وألف بالعربية. أصدر ديوانه الأول ارمغان دوستي سنة 1909 في سمرقند ثم تحفة الألباب سنة 1912 في طشقند ثم ديوانه الأخير باسم ديوان آخر عمر. له ثلاثة عشر عمل آخر بقي اثنان منهم: نظم السلسلة وشرح رباعيات جامي. كما اهتم الوصلي السمرقندي بكتابة مقالات أيضا. وتوفي يوم 29 أكتوبر 1925 بسمرقند.

## مؤلفاته
- أصل الأحكام (1904)
- أساس الإسلام (1904)
- أرمغان دوستي أو أرمغان دوستان: (1909)
- فوائد المبسوطة في حل عقائد غير المنطوقة: (1909) بالعربية.
- أدب الدين:‌(1910)
- كافية ابن الحاجب مع شرح جديد مسمى به نفع الطالب، وعوامل مع التركيب:(1912) بالعربية.
- تحفة الألباب (1913)
- ديوان آخر عمر
- نظم السلسلة (1913) و شرح رباعيات جامي (1913)
- الكلام الأفخم في مناقب الإمام الأعظم: (1914) ترجمة من العربية إلى الأوزبكية
- باقماق كيراك (لمحمد حسين حنفي طالب بوري ) (بالفارسية: مي بايَد ديد، بالعربية: يجب أن ترى): (1913) ترجمة من الفارسية إلى الأوزبكية.
- عبادات إسلامية: (1913) ترجمة من التتارية إلى الفارسية.
- مدنية ووظائف مع الشريعة الإسلامية وترقيات المدنية:‌(1915).
- مقدمة صرف ونحو : (1915)
- حجاب الواجب